# Vrádište
Vrádište (bis 1927 slowakisch auch „Vrádišť“; ungarisch Várköz – bis 1907 Vradist, dt.: Hradisch bei Skalitz) ist eine Gemeinde im Westen der Slowakei mit 848 Einwohnern (Stand 31. Dezember 2024), die zum Okres Skalica, einem Kreis des Trnavský kraj, gehört und in der traditionellen Landschaft Záhorie liegt.

## Geographie
Die Gemeinde befindet sich im slowakischen Teil der Niederung Dolnomoravský úval mit Anteil am Hügelland Chvojnická pahorkatina, geologisch beide Teil des Wiener Beckens, im weiten Tal der March. Das Gemeindegebiet ist flach bis leicht hügelig und seit der Marchregulierung im 20. Jahrhundert landwirtschaftlich genutzt. Das Ortszentrum liegt auf einer Höhe von 164 m n.m. und ist jeweils drei Kilometer von Holíč und Skalica sowie 24 Kilometer von Senica entfernt.
Nachbargemeinden sind Skalica im Norden, Nordosten und Osten, Prietržka im Süden, Holíč im Westen und Kátov im Nordwesten.

## Geschichte

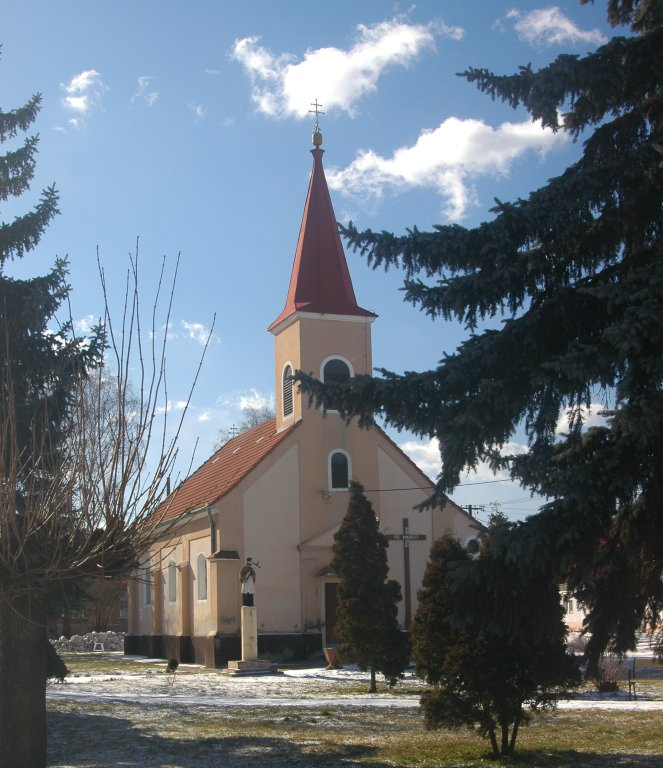
Annakirche

Vrádište wurde zum ersten Mal 1392 als Wratna schriftlich erwähnt, als Sigismund von Luxemburg die Burg Wywar und das umliegende Herrschaftsgut an Stibor von Stiborice schenkte. 1412 gehörte das Dorf der freien königlichen Stadt Skalitz, 1432 schon dem Herrschaftsgebiet von Hollitsch. 1489 kam es zum Geschlecht Czobor, allerdings mit zahlreichen Unterbrechungen, hauptsächlich wegen häufiger Pfändungen und Rechtsstreitigkeiten. Ende des 16. Jahrhunderts wurde das Geschlecht Simándy neuer Besitzer und schließlich 1749 die Habsburger, die Vrádište als Teil des Herrschaftsguts von Hollitsch erhielten. Traditionelle Einnahmequellen waren Landwirtschaft und Weinbau. Der Ort beherbergte vom 19. Jahrhundert bis zum Zweiten Weltkrieg eine jüdische Gemeinde, der Aufenthalt in Skalitz verweigert wurde.
Bis 1918 gehörte der im Komitat Neutra liegende Ort zum Königreich Ungarn und kam danach zur Tschechoslowakei beziehungsweise heute Slowakei. Nach dem Ersten Weltkrieg wurden die Güter vom tschechoslowakischen Staat beschlagnahmt und parzelliert.

## Bevölkerung
| Jahr                | 1994 | 2004     | 2014     | 2024    |
| ------------------- | ---- | -------- | -------- | ------- |
| Anzahl der Personen | 598  | 682      | 789      | 848     |
| Unterschied         |      | +14,04 % | +15,68 % | +7,47 % |

| Jahr                | 2023 | 2024    |
| ------------------- | ---- | ------- |
| Anzahl der Personen | 846  | 848     |
| Unterschied         |      | +0,23 % |

Nach der Volkszählung 2011 wohnten in Vrádište 759 Einwohner, davon 719 Slowaken, sieben Tschechen und ein Magyare; ein Einwohner gab eine andere Ethnie an. 34 Einwohner machten diesbezüglich keine Angabe. 528 Einwohner bekannten sich zur römisch-katholischen Kirche, 67 Einwohner zur evangelischen Kirche A. B., sechs Einwohner zur kongregationalistischen Kirche, drei Einwohner zur evangelisch-methodistischen Kirche und zwei Einwohner zur griechisch-katholischen Kirche. 85 Einwohner waren konfessionslos und bei 68 Einwohnern wurde die Konfession nicht ermittelt.

## Bauwerke
- römisch-katholische Annakirche aus dem Jahr 1754
- Kapelle aus dem 18. Jahrhundert

## Persönlichkeiten
- Karl Hohenberg (* 1862 in Vradist; † 1950 in Wien), österreichischer Gewerkschafter und Politiker, Nationalrat